# Stoneham (Maine)
Stoneham és una població dels Estats Units a l'estat de Maine (EUA). Segons el cens del 2000 tenia 255 habitants.

## Demografia
Segons el cens del 2000, Stoneham tenia 255 habitants, 113 habitatges, i 81 famílies. La densitat de població era de 2,8 habitants/km².
Dels 113 habitatges en un 22,1% hi vivien nens de menys de 18 anys, en un 62,8% hi vivien parelles casades, en un 5,3% dones solteres, i en un 28,3% no eren unitats familiars. En el 23% dels habitatges hi vivien persones soles el 10,6% de les quals corresponia a persones de 65 anys o més que vivien soles. El nombre mitjà de persones vivint en cada habitatge era de 2,26 i el nombre mitjà de persones que vivien en cada família era de 2,63.
Per edats la població es repartia de la següent manera: un 16,1% tenia menys de 18 anys, un 4,3% entre 18 i 24, un 27,8% entre 25 i 44, un 29% de 45 a 60 i un 22,7% 65 anys o més.
L'edat mediana era de 46 anys. Per cada 100 dones de 18 o més anys hi havia 100 homes.
La renda mediana per habitatge era de 38.611 $ i la renda mediana per família de 40.625 $. Els homes tenien una renda mediana de 26.071 $ mentre que les dones 22.250 $. La renda per capita de la població era de 18.038 $. Entorn de l'11,8% de les famílies i el 16,6% de la població estaven per davall del llindar de pobresa.